# Nicholas Goepper
Nicholas Goepper (ur. 14 marca 1994 w Fort Wayne) – amerykański narciarz dowolny, specjalizujący się w slopestyle’u, dwukrotny wicemistrz olimpijski (2018 i 2022) i brązowy medalista olimpijski (2014). 
W 2014 roku wywalczył brązowy medal na XXII Zimowych Igrzyskach Olimpijskich w Soczi. W zawodach tych wyprzedzili go jedynie dwaj rodacy: Joss Christensen i Gus Kenworthy. Na rozgrywanych cztery lata później igrzyskach olimpijskich w Pjongczangu zajął drugie miejsce, rozdzielając na podium Norwega Øysteina Bråtena i Alexa Beaulieu-Marchanda z Kanady. Zdobył też brązowy medal podczas mistrzostw świata w Voss w 2013 roku. Tym razem lepsi byli Thomas Wallisch i James Woods z Wielkiej Brytanii. Najlepsze wyniki w Pucharze Świata osiągnął w sezonie 2013/2014, kiedy to zajął siódme miejsce w klasyfikacji generalnej, a w klasyfikacji slopestyle’u był drugi.

## Osiągnięcia

### Igrzyska olimpijskie
| Miejsce | Dzień     | Rok  | Miejscowość | Konkurencja | Zwycięzca        |
| ------- | --------- | ---- | ----------- | ----------- | ---------------- |
| 3.      | 13 lutego | 2014 | Soczi       | slopestyle  | Joss Christensen |
| 2.      | 18 lutego | 2018 | Pjongczang  | slopestyle  | Øystein Bråten   |
| 22.     | 9 lutego  | 2022 | Pekin       | Big air     | Birk Ruud        |
| 2.      | 16 lutego | 2022 | Pekin       | Slopestyle  | Alexander Hall   |

### Mistrzostwa świata
| Miejsce | Dzień    | Rok  | Miejscowość | Konkurencja | Zwycięzca            |
| ------- | -------- | ---- | ----------- | ----------- | -------------------- |
| 3.      | 9 marca  | 2013 | Voss        | Slopestyle  | Thomas Wallisch      |
| 10.     | 2 lutego | 2019 | Park City   | Big air     | Fabian Bösch         |
| 3.      | 6 lutego | 2019 | Park City   | Slopestyle  | James Woods          |
| 2.      | 30 marca | 2025 | Engadyna    | Halfpipe    | Finley Melville Ives |

### Puchar Świata

#### Miejsca w klasyfikacji generalnej
- sezon 2011/2012: 137.
- sezon 2012/2013: 120.
- sezon 2013/2014: 7.
- sezon 2015/2016: 134.
- sezon 2016/2017: 87.
- sezon 2017/2018: 36.
- sezon 2018/2019: 86.
- sezon 2019/2020: 62.

Od sezonu 2020/2021 klasyfikacja generalna została zastąpiona przez klasyfikację Park & Pipe (OPP), łączącą slopestyle, halfpipe oraz big air.
- sezon 2020/2021: 21.
- sezon 2021/2022: 24.
- sezon 2022/2023: –
- sezon 2023/2024: 18.
- sezon 2024/2025: 7.

#### Miejsca na podium w zawodach
1. Cardrona – 25 sierpnia 2013 (slopestyle) – 1. miejsce
2. Copper Mountain – 21 grudnia 2013 (slopestyle) – 2. miejsce
3. Seiseralm – 10 marca 2018 (slopestyle) – 1. miejsce
4. Calgary – 15 lutego 2020 (slopestyle) – 3. miejsce
5. Mammoth Mountain – 9 stycznia 2022 (slopestyle) – 2. miejsce
6. Mammoth Mountain – 2 lutego 2024 (halfpipe) – 3. miejsce
7. Secret Garden – 7 grudnia 2024 (halfpipe) – 1. miejsce
8. Copper Mountain – 21 grudnia 2024 (halfpipe) – 3. miejsce
9. Aspen – 2 lutego 2025 (halfpipe) – 2. miejsce
10. Calgary – 15 lutego 2025 (halfpipe) – 2. miejsce